# Akletos
Akletos is een geslacht van vogels uit de familie Thamnophilidae (miervogels). 

## Soorten
- Akletos goeldii  – Goeldi's miervogel
- Akletos melanoceps  – Witschoudermiervogel